# Tetrix shennongijaensis
Tetrix shennongijaensis är en insektsart som beskrevs av Zheng, Z., K. Li och Zhi Wei 2002. Tetrix shennongijaensis ingår i släktet Tetrix och familjen torngräshoppor. Inga underarter finns listade i Catalogue of Life.